# Sai (Orne)
Sai ist eine französische Gemeinde mit 227 Einwohnern (Stand 1. Januar 2022) im Département Orne in der Region Normandie. Sie gehört zum Arrondissement Argentan und ist Mitglied im Gemeindeverband Terres d’Argentan Interco. Die Einwohner werden Sayiens und Sayiennes genannt.

## Geografie

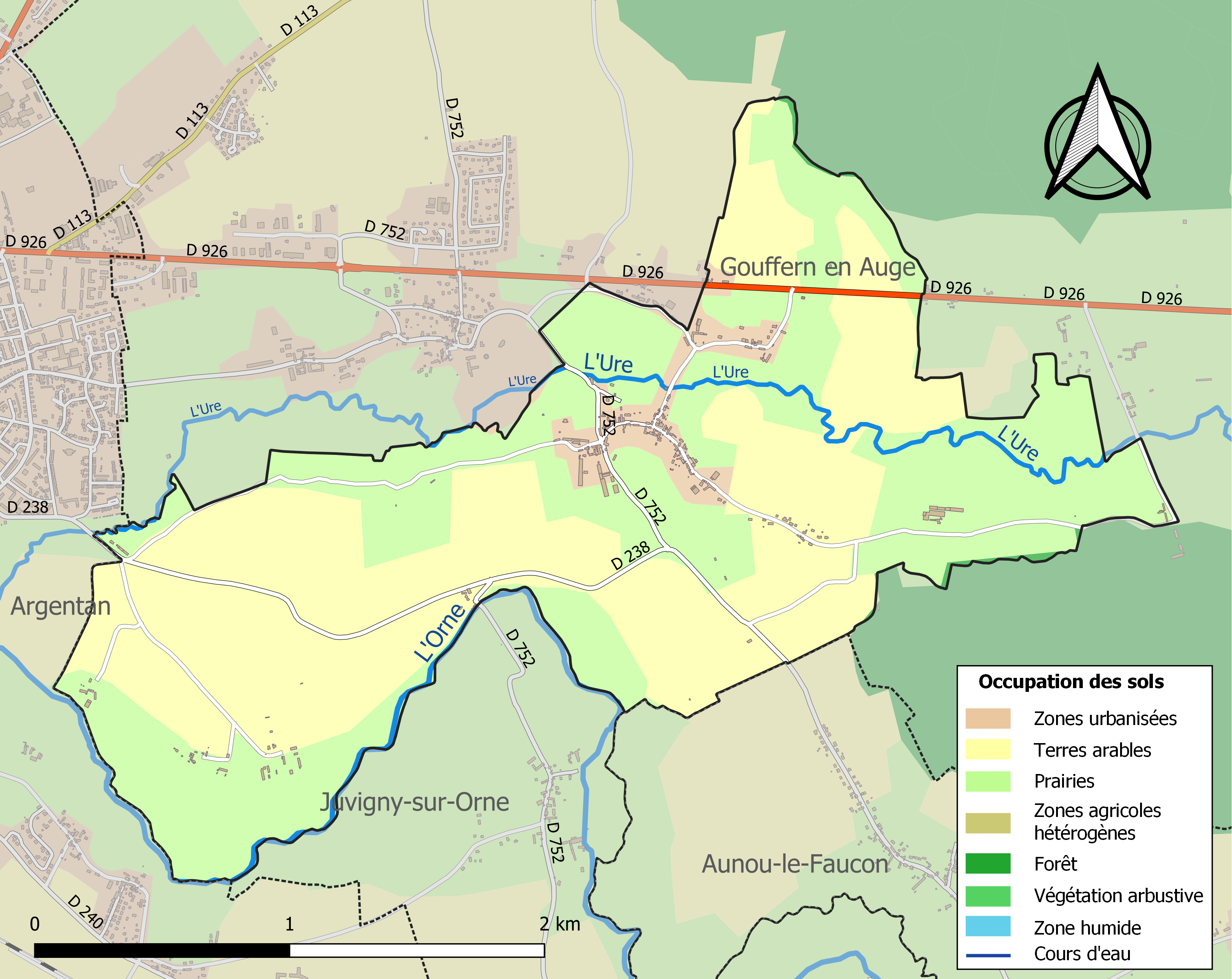
Bodennutzung, Hydrografie und Infrastruktur der Gemeinde (2018)

Sai liegt etwa drei Kilometer östlich von Argentan und etwa 35 Kilometer nördlich von Alençon im Osten der Région naturelle Pays d’Houlme. Die Orne und ihre Seitenarme strömen in Flussschlingen entlang der südlichen Gemeindegrenze. Die Ure, ein rechter Nebenfluss der Orne, durchquert das Gemeindegebiet mit ihren Seitenarmen von Ost nach West. Das Zentrum der Gemeinde liegt auf einer Höhe von etwa 165 m. Das Relief des Gebiets ist relativ eben, fällt beim Austritt der Orne aus dem Gemeindegebiet im Südwesten auf unter 155 m ab und steigt im Norden auf über 180 m an.
Teile des Gebiets von Sai gehören zum Natura 2000-Schutzgebiet „Haute vallée de l’Orne et affluents“ (FR2500099) und von vier ZNIEFF-Naturzonen. Rund 95 % der Fläche der Gemeinde werden landwirtschaftlich genutzt, etwa 5 % entfallen auf bebaute Flächen (Stand: 2018).
Umgeben wird Sai von den Nachbargemeinden Gouffern en Auge im Norden und Osten, Aunou-le-Faucon im Südosten, Juvigny-sur-Orne im Süden und Argentan im Westen.

## Bevölkerungsentwicklung

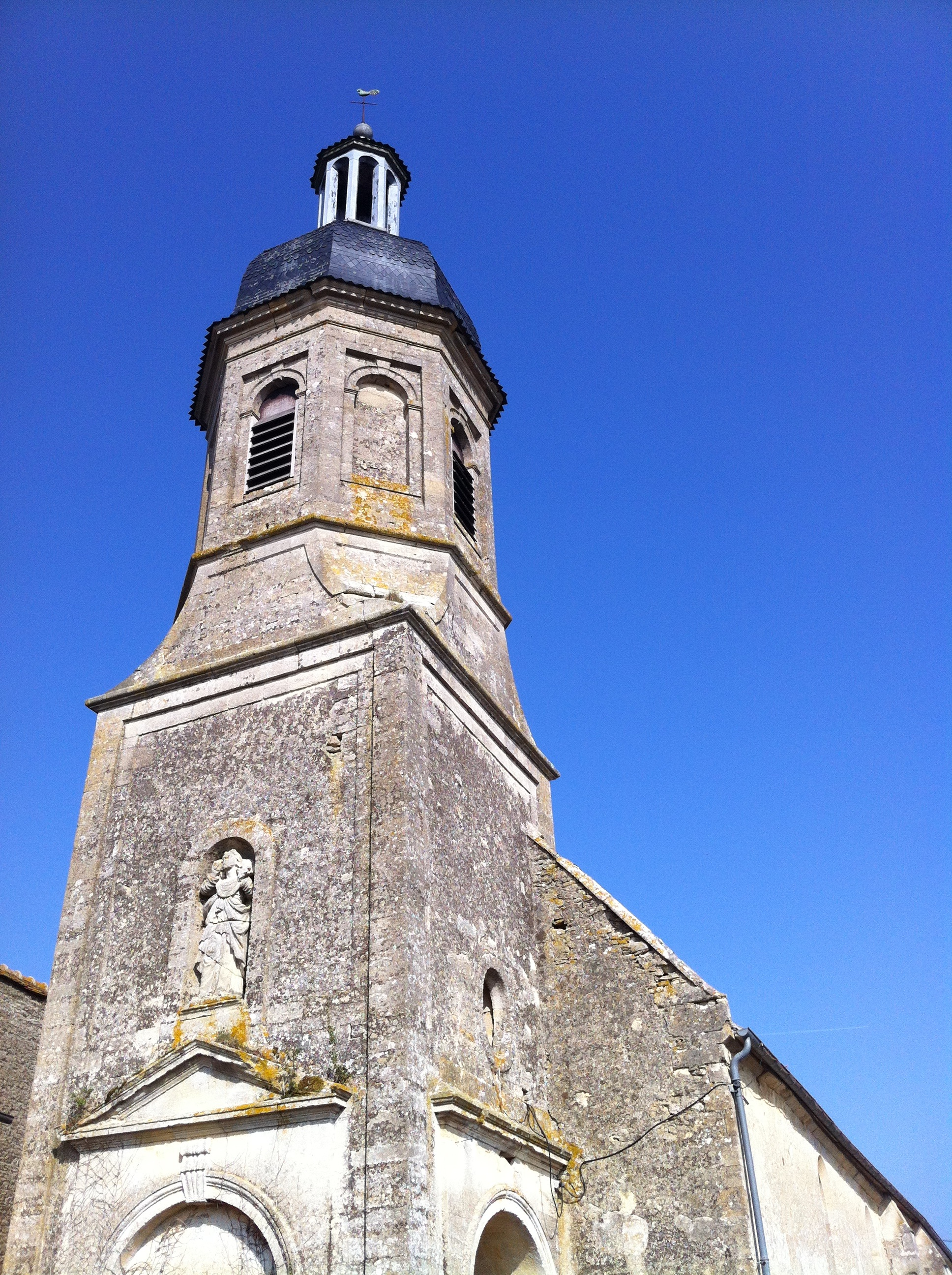
Pfarrkirche Saint-Martin

| Sai: Einwohnerzahlen von 1793 bis 2020                                                                                     | Sai: Einwohnerzahlen von 1793 bis 2020 | Sai: Einwohnerzahlen von 1793 bis 2020 | Sai: Einwohnerzahlen von 1793 bis 2020 | Sai: Einwohnerzahlen von 1793 bis 2020 |
| --- | -------------------------------------- | -------------------------------------- | -------------------------------------- | -------------------------------------- |
| Jahr |                                        |                                        |                                        | Einwohner                              |
| 1793 | 1793                                   |                                        | 266                                    | 266                                    |
| 1800 | 1800                                   |                                        | 232                                    | 232                                    |
| 1806 | 1806                                   |                                        | 276                                    | 276                                    |
| 1821 | 1821                                   |                                        | 204                                    | 204                                    |
| 1836 | 1836                                   |                                        | 274                                    | 274                                    |
| 1841 | 1841                                   |                                        | 301                                    | 301                                    |
| 1846 | 1846                                   |                                        | 311                                    | 311                                    |
| 1851 | 1851                                   |                                        | 300                                    | 300                                    |
| 1856 | 1856                                   |                                        | 307                                    | 307                                    |
| 1861 | 1861                                   |                                        | 311                                    | 311                                    |
| 1866 | 1866                                   |                                        | 299                                    | 299                                    |
| 1872 | 1872                                   |                                        | 302                                    | 302                                    |
| 1876 | 1876                                   |                                        | 295                                    | 295                                    |
| 1881 | 1881                                   |                                        | 252                                    | 252                                    |
| 1886 | 1886                                   |                                        | 233                                    | 233                                    |
| 1891 | 1891                                   |                                        | 239                                    | 239                                    |
| 1896 | 1896                                   |                                        | 190                                    | 190                                    |
| 1901 | 1901                                   |                                        | 189                                    | 189                                    |
| 1906 | 1906                                   |                                        | 196                                    | 196                                    |
| 1911 | 1911                                   |                                        | 206                                    | 206                                    |
| 1921 | 1921                                   |                                        | 174                                    | 174                                    |
| 1926 | 1926                                   |                                        | 204                                    | 204                                    |
| 1931 | 1931                                   |                                        | 201                                    | 201                                    |
| 1936 | 1936                                   |                                        | 214                                    | 214                                    |
| 1946 | 1946                                   |                                        | 252                                    | 252                                    |
| 1954 | 1954                                   |                                        | 238                                    | 238                                    |
| 1962 | 1962                                   |                                        | 234                                    | 234                                    |
| 1968 | 1968                                   |                                        | 233                                    | 233                                    |
| 1975 | 1975                                   |                                        | 268                                    | 268                                    |
| 1982 | 1982                                   |                                        | 236                                    | 236                                    |
| 1990 | 1990                                   |                                        | 199                                    | 199                                    |
| 1999 | 1999                                   |                                        | 230                                    | 230                                    |
| 2006 | 2006                                   |                                        | 206                                    | 206                                    |
| 2013 | 2013                                   |                                        | 219                                    | 219                                    |
| 2020 | 2020                                   |                                        | 226                                    | 226                                    |
| Quelle(n): EHESS/Cassini bis 1999, INSEE ab 2006 Anmerkung(en): Ab 1962 offizielle Zahlen ohne Einwohner mit Zweitwohnsitz |                                        |                                        |                                        |                                        |

## Sehenswürdigkeiten
Die Pfarrkirche Saint-Martin aus dem 16. Jahrhundert hat einen Glockenturm über der Vorhalle aus dem 18./19. Jahrhundert, ein Kirchenschiff und eine flache Apsis, an der südliche eine Sakristei im 18./19. Jahrhundert angebaut wurde. Der Glockenturm hat eine viereckige Grundfläche, ist aber auf der letzten Ebene polygonal und mit einer Kuppel mit Laterne bekrönt. die teilweise mit fischschuppenförmig angeordneten Schieferplatten bedeckt ist. An der Apsis ist eine große Fensteröffnung zugemauert. Das mit Tafelwerk bekleidete Tonnengewölbe zeigt ein sichtbares Balkenwerk. Grabsteine sind auf dem Chorboden sichtbar. Im Inneren sind die Wände mit einer weißen Farbe bestrichen.

## Verkehr
Die Departementsstraße D 926, die ehemalige Route nationale 26 von Verneuil-sur-Avre nach Argentan, durchquert das nördliche Gemeindegebiet von Ost nach West auf einem kurzen Abschnitt von etwa 850 Metern. Die nachgeordneten Departementsstraßen D 752 und D 238 sowie lokale Landstraßen verbinden die Weiler der Gemeinde und Nachbargemeinden.